# Фазове автопідлаштування частоти

Простий аналоговий фазовий автопідлаштовувач частоти

Фазове автопідлаштування частоти (ФАПЧ) (англ. Phase-locked loop, PLL) — система автоматичного регулювання, що коригує частоту керованого генератора так, щоб вона дорівнювала частоті опорного сигналу. Регулювання відбувається завдяки негативному зворотному зв’язку. Вихідний сигнал керованого генератора порівнюється на фазовому детекторі з опорним сигналом, результат порівняння використовується для керування частотою генератора.
Система ФАПЧ використовується для частотної модуляції і демодуляції, множення і перетворення частоти, частотної фільтрації, виділення опорного коливання для когерентного детектування і в інших цілях.
ФАПЧ порівнює фази вхідного і опорного сигналів і видає сигнал похибки, відповідно різниці між цими фазами. Сигнал похибки проходить далі через фільтр низьких частот і використовується як керівний для генератора, керованого напругою (ГКН), який генерує в колі негативного зворотного зв’язку. Якщо вихідна частота відхиляється від опорної, то сигнал похибки збільшується, діючи на ГКН в сторону зменшення похибки. В стані рівноваги вихідний сигнал фіксується на частоті опорного.
ФАПЧ широко використовується в радіотехніці, телекомунікаціях, комп'ютерах та інших електронних пристроях. Ця система може генерувати сигнал постійної частоти, відновлювати сигнал в зашумленому комунікаційному каналі або розподіляти сигнали синхронізації в цифрових логічних схемах, таких, як мікропроцесори, ПЛІС і т. д. Інтегральна схема ФАПЧ часто використовується в сучасних електронних пристроях з тактовою частотою понад 1ГГц.

## Аналогія
Процес фазового автопідлаштування частоти можна порівняти з ладнанням струни на гітарі. Використовуючи камертон чи камертон-дудку для отримання опорної частоти, натяг струни регулюється до тих пір, поки акустичне биття перестане бути чутне. Це сигналізує про те, що камертон і гітарна струна вібрують на одній частоті. Якщо уявити, що гітара може бути ідеально настроєна на опорний тон камертона, і лад буде збережено, можна говорити про те, що струна гітари стабілізована по фазі з камертоном.[джерело?]

## Історія
Перші дослідження, які стали відомі під назвою фазового автопідлаштування частоти, відносяться до 1932 року, коли британські вчені розробили альтернативу супергетеродинному радіоприймачу Едвіна Армстронга — гомодиновий або радіоприймач прямого перетворення. В гомодиновій чи синхродиновій системі генератор настроєний на вибрану вхідну частоту, а його сигнал перемножується на вхідний. Результуючий вихідний сигнал несе в собі інформацію про модуляцію. Сенс був у схемі альтернативного приймача, яка потребувала менше настроюваних електричних кіл, ніж супергетеродинний приймач. Через те, що частота локального генератора частоти приймача швидко змінюється, сигнал автокорекції подається на вхід генератора, дозволяючи йому зберігати фазу і частоту такою ж, як і у вхідного сигналу. Ця методика була описана в 1932 році в статтях Henri de Bellescize у французькому журналі Onde Electrique.
В аналогових телевізійних приймачах, з кінця 30-х років минулого століття, система фазового автопідлаштування частоти горизонтальної і вертикальної розгортки настроюється по імпульсам синхронізації сигналу трансляції.
Деякі інтегральні схеми, розроблениі фірмою Signetics в 1969, повністю реалізували систему ФАПЧ. Декількома роками пізніше RCA випустила КМОН-мікросхему ФАПЧ CD4046 з низькою споживаною потужністю.

## Структура і функції

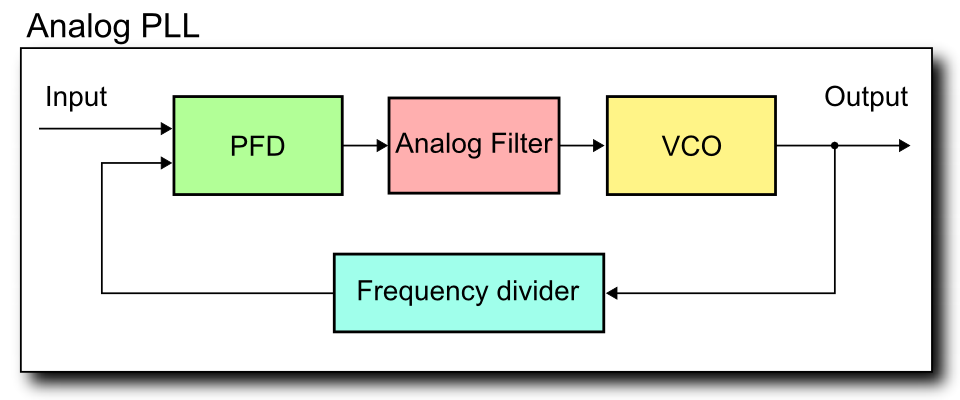
Блок схема аналогової ФАПЧ

ФАПЧ може бути реалізоване як по аналоговій, так і по цифровій схемі. Обидві реалізації використовують однакову структурну схему. Як аналогова, так і цифрова схема ФАПЧ включає 3 основні елементи:
- фазовий детектор (англ. Phase frequency detector, PFD);
- генератор, керований напругою (ГКН) (англ. Voltage Controlled Oscillator, VCO);
- зворотний зв'язок (часто включає подільник частоти; англ. Frequency divider).

## Цифрова фазова синхронізація
Цифрове фазове автопідлаштування частоти (ЦФАПЧ) повністю реалізується цифровими схемами. Замість ГКН використовуються системний тактовий генератор і лічильник-подільник, керовані цифровими методами. ЦФАПЧ більш проста в розробці і реалізації, менш чутлива до завад, але зазвичай, вона потерпає від фазового шуму через шум квантування цифрового генератора. Через це ЦФАПЧ непридатні для роботи на високій частоті або керування високочастотними опорними сигналами. ЦФАПЧ іноді використовується для відновлення даних.

## Аналогова фазова синхронізація

### Принципова схема
Аналогові ФАПЧ складаються з фазового детектора, фільтра низьких частот і генератора, керованого напругою, зібраних в схему з негативним зворотним зв’язком. Також в схемі може бути подільник частоти — в зворотному зв’язку і/або в колі опорного сигналу з метою отримання на виході частоти опорного сигналу, помноженої на ціле число. Неціле множення опорної частоти може здійснюватися шляхом переміщення елементарного помножувача частоти на зворотний зв’язок з програмованим лічильником імпульсів.
Генератор виробляє періодичний вихідний сигнал. Передбачається, що початкова частота генератора приблизно рівна опорній. Якщо фаза генератора запізнюється відносно фази опорного сигналу, фазовий детектор змінює керуючу напругу до генератора, що приводить до прискорення фази. Аналогічно, якщо фаза зміщується, обганяючи фазу опорного, фазовий детектор змінює напругу для уповільнення генератора. Фільтр низьких частот згладжує різкі зміни керуючої напруги, така фільтрація потрібна для стабільних систем.
Корисним виводом ФАПЧ-системи є або вивід керованого генератора, або керуючий генератором сигнал (в залежності від того, що потрібно в конкретній системі).

## Основи

### Фазовий детектор
Два входи фазового детектора (ФД) — опорний сигнал і зворотний зв'язок, до якого підключений вихід генератора, керованого напругою (ГКН). Вихід з ФД керує ГКН таким чином, що різниця фаз між двома входами підтримується постійною, що є властивим для систем з негативним зворотним зв’язком.
Існує декілька типів ФД в двох основних категоріях: цифровій і аналоговій.

#### Аналогова схема
Аналоговий ФД є одним з видів ідеального змішувача. Цей пристрій проводить множення двох миттєвих вхідних напруг. Результатом процесу є сумарний і різницевий сигнал змішувача, однак при його використанні як ФД, потрібен фільтр низьких частот для ослаблення частоти суми. Низька різницева частота проходить через фільтр з достатньою амплітудою, вона зсуває частоту ГКН ближче до опорної, дозволяючи зворотному зв’язку після невеликої затримки зафіксувати частоту. Цей процес називається захопленням, а максимальна різниця частот (опорного сигналу і ГКН), при якій можлива фіксація — смуга захоплення. Процес є зафіксованим, якщо частота ГКН дорівнює опорній і, можливо, трохи відрізняється від опорного сигналу по фазі.